# Stefan Bellof

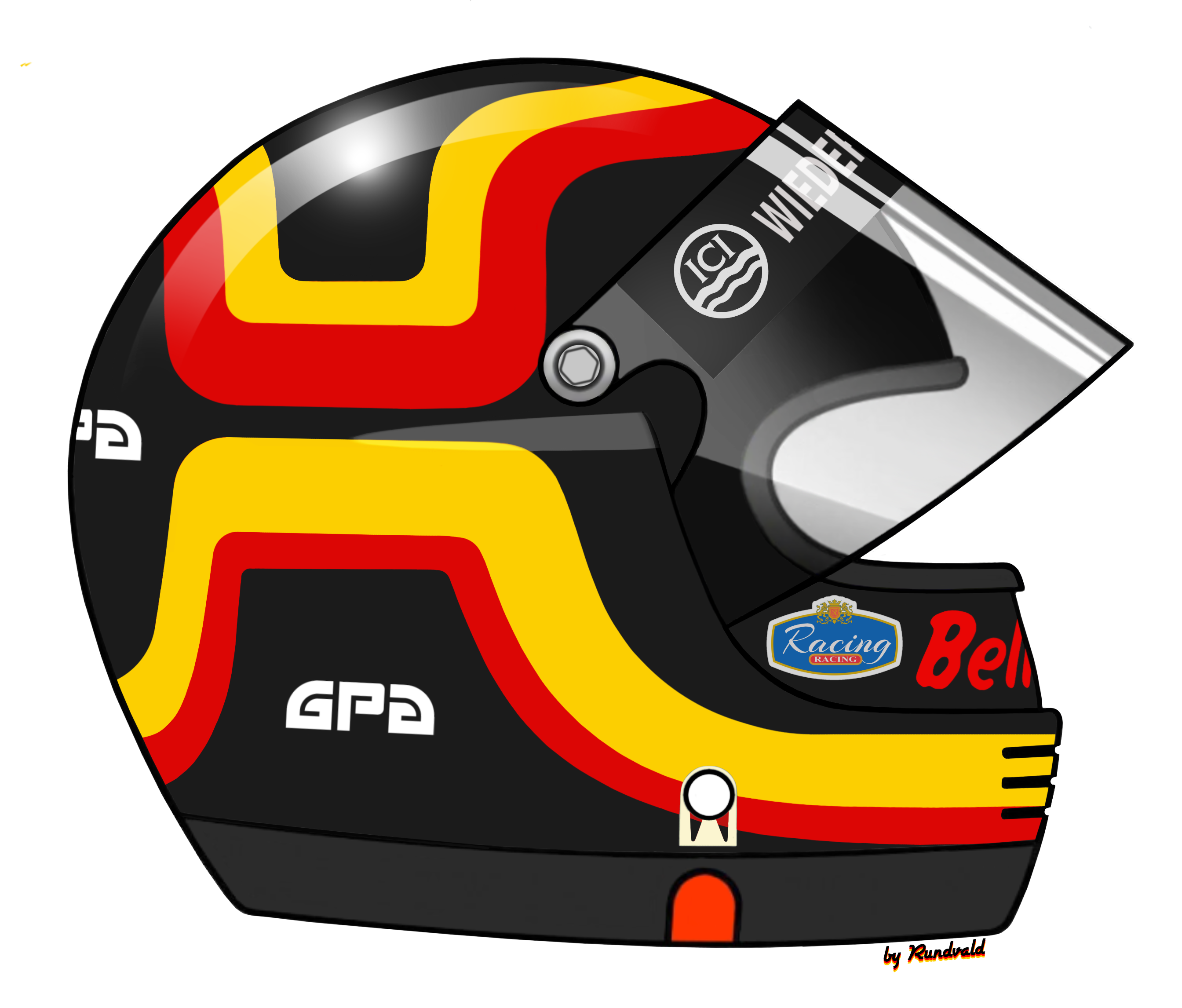
Casco de Stefan Bellof. El diseño fue creado en 1982 con los colores de la bandera alemana por Angelika Langner, la novia del piloto.

Stefan Bellof (Giessen, Alemania, 20 de noviembre de 1956-Spa, 1 de septiembre de 1985) fue un piloto de automovilismo de velocidad alemán que corrió profesionalmente en monoplazas y sport prototipos. En 1984 obtuvo el Campeonato Mundial de Resistencia y el Deutsche Rennsport Meisterschaft con el equipo oficial Porsche. Falleció en el circuito de Spa-Francorchamps en Bélgica, en el año 1985.

## Carrera deportiva
Después de obtener el título en la Fórmula Ford 1600 Alemana en 1980, hizo su debut a mediados de la temporada en la Fórmula 3, en la cual resultó tercero. En 1983 con el respaldo de BMW, consiguió un asiento en el equipo de Fórmula 2 europea de Willy Maurer, ganando las dos primeras carreras de la temporada y terminando cuarto en la tabla general. Maurer posteriormente se convirtió en su mánager.
También se unió al equipo de la fábrica de Porsche respaldado por Rothmans para el Campeonato Mundial de Resistencia la misma temporada. Siendo compañero de Derek Bell durante la mayoría del campeonato, fue recordado por establecer la vuelta rápida en la carrera de los  1000 km de Nürburgring y en la que iba liderando la carrera hasta que volcó su Porsche 956. Su tiempo de pole para esa carrera era de 6'11.13, el cual es de forma no oficial la vuelta más rápida realizada en el viejo circuito de 20 km de Nürburgring, y su vuelta más rápida durante la carrera fue de 6'25.91 que a día de hoy es la vuelta rápida oficial del circuito de Nürburgring Nordschleife de todos los automóviles.
Bellof se incorporó a Tyrrell en 1984 y en la carrera pasada por agua de Mónaco de ese mismo año iba recortando la diferencia con los líderes de carrera Alain Prost y Ayrton Senna cuando la carrera se detuvo definitivamente a la mitad de la distancia oficial. Fue desposeído de todos los puntos del campeonato, junto con su compañero de equipo Martin Brundle, después de que se descubrieran en los coches de Tyrrell lastres ilegales en la parte delantera de los tanques de gasolina en el Gran Premio del este de los Estados Unidos de 1984. Bellof, además, apareció inscrito en el Gran Premio de Portugal con un McLaren MP4/2-TAG, pero no fue parte de la carrera.
También en 1984, ganó el título de pilotos del Campeonato Mundial de Resistencia, al triunfar en seis carreras, y ayudó a Porsche a ganar el título de constructores. Además, consiguió el Deutsche Rennsport Meisterschaft con un Porsche 956, superando a Jochen Mass y Thierry Boutsen entre otros. 

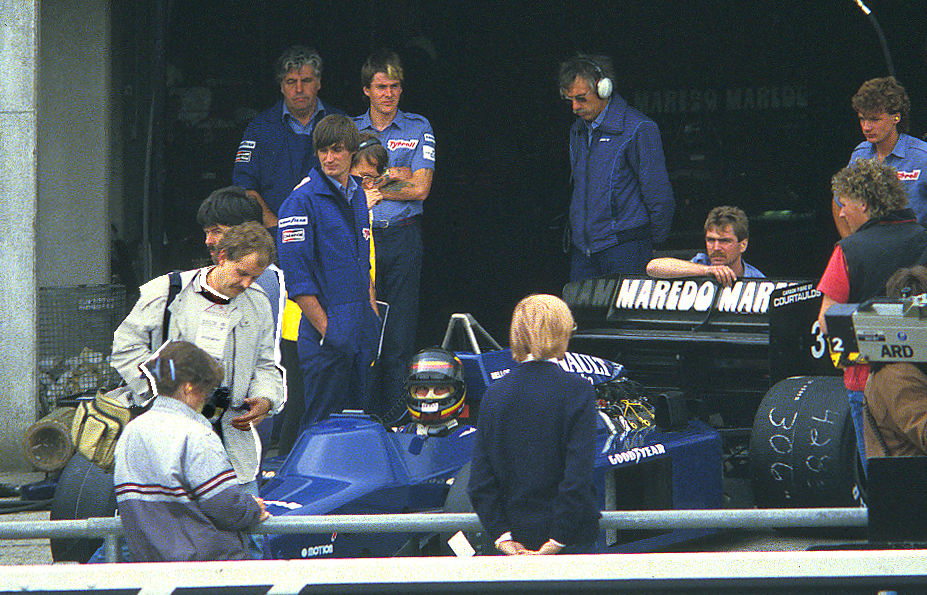
Stefan Bellof con el Tyrrell 014 en Nürburgring en 1985.

Considerado como un futuro campeón del mundo de Fórmula 1, murió en la carrera de los 1000 km de Spa-Francorchamps de 1985, cuando enganchó su Porsche 956 con el 956 de Jacky Ickx en la curva de Eau Rouge, con ambos coches envueltos en llamas haciendo parar la carrera. Se anunció la muerte de Bellof una hora después en el centro médico del circuito. Este accidente llegó tan pronto después del trágico accidente que costó la vida de su compatriota Manfred Winkelhock en otro Porsche 956 de serie, que hizo que el departamento de ingeniería de Porsche se dieran prisa en desarrollar el modelo 962 mejor protegido.
En la Fórmula 1 siempre utilizó coches muy poco competitivos: el equipo Tyrrell de las temporadas 1984 y 1985 era el único equipo de la parrilla que aun seguía utilizando los motores Cosworth atmosféricos de Ford, renunciando a 150cv de ventaja que tenían los motores turbo rivales, aunque en las últimas carreras de su vida en la Fórmula 1, Tyrrell utilizó los motores turbo de Renault, Bellof nunca tuvo de verdad la oportunidad de mostrar su talento.
Después de su muerte y de aquella carrera donde Jonathan Palmer se lesionó en un choque no relacionado pero con el mismo coche, los equipos estaban poco dispuestos a permitir a sus costosos pilotos competir en otras carreras que no tuvieran parte en el campeonato del mundo, y algunos tendrían contratos sujetos a prohibirles competir fuera del campeonato. De acuerdo con la página web oficial de Stefan Bellof, había una oferta de Ferrari para el año 1986.

## Homenajes
En 2013, una de las curvas del Nürburgring Nordschleife fue nombrada S de Stefan Bellof.

## Resultados

### Fórmula 1
(Clave) (negrita indica pole position) (cursiva indica vuelta rápida)

| Año         | Escudería                      | 1       | 2       | 3       | 4       | 5       | 6       | 7       | 8       | 9       | 10      | 11      | 12     | 13      | 14  | 15  | 16      | Pos. | Puntos |
| ----------- | ------------------------------ | ------- | ------- | ------- | ------- | ------- | ------- | ------- | ------- | ------- | ------- | ------- | ------ | ------- | --- | --- | ------- | ---- | ------ |
| 1984        | Tyrrell Racing Organisation    | BRA DSQ | RSA DSQ | BEL DSQ | SMR DSQ | FRA DSQ | MON DSQ | CAN DSQ | USA DSQ | USA DSQ | GBR DSQ | GER     | AUT EX | NED DSQ | ITA | EUR |         | NC   | 0      |
| 1984        | Marlboro McLaren International |         |         |         |         |         |         |         |         |         |         |         |        |         |     |     | POR DNP | NC   | 0      |
| 1985        | Tyrrell Racing Organisation    | BRA     | POR 6   | SMR Ret | MON DNQ | CAN 11  | USA 4   | FRA 13  | GBR 11  |         |         |         |        |         |     |     |         | 16.º | 4      |
| 1985        | Tyrrell Racing Organisation    |         |         |         |         |         |         |         |         | GER 8   | AUT 7   | NED Ret | ITA    | BEL     | EUR | RSA | AUS     | 16.º | 4      |
| Referencia: |                                |         |         |         |         |         |         |         |         |         |         |         |        |         |     |     |         |      |        |